# Арад, Рон
Рон Арад (ивр. רון ארד‎, род. 5 мая 1958 — предположительно  1988) — лётчик ВВС Израиля, 16 октября 1986 года попавший в плен в Ливане. Считается пропавшим без вести с мая 1988 года, после того как, судя по всему, был передан в Иран либо другой ливанской группировке.

## Биография
Вырос в Тель-Авиве, окончил лётный курс в качестве штурмана в 1979 году, после чего служил штурманом на F-4 «Фантом» II. В 1986 году был в резерве в чине капитана.
16 октября 1986 года экипаж Арада выполнял задание по нанесению ударов по позициям боевиков в районе Сидона. В результате технической неполадки бомба взорвалась вблизи самолёта, летчик и Арад катапультировались. Летчика подобрал спасательный вертолёт, а Арад был захвачен в плен представителями движения «Амаль» и доставлен в Бейрут.
С того времени Израиль не оставляет попыток найти Рона Арада. С движением «Амаль» велись переговоры об освобождении Арада, но в 1988 году они были прерваны, и с этого времени достоверная информация о судьбе штурмана отсутствует. Спецслужбам Израиля удалось захватить шейха Мустафу Дирани, руководителя службы безопасности ливанской шиитской организации «Амаль» в районах городов Тир и Сидон. Он сообщил, что Рон Арад под видом раненого офицера Корпуса стражей исламской революции был переправлен в Дамаск. Там его передали представителям Али Фалахияна — тогдашнего министра разведки и безопасности Ирана. Моссаду удалось найти подтверждение этим данным и причастности Ирана к исчезновению Рона Арада. Израиль предлагал Ирану различные варианты секретной сделки по освобождению Арада, однако согласия не получил.
В декабре 2003 года был создан фонд «Рождён свободным», объявивший о награде в 10 миллионов долларов за информацию о Роне Араде и других пропавших без вести или похищенных израильских солдатах. В 2008 году многие жители Ливана получили SMS-рассылку и голосовые сообщения с обещанием заплатить до 10 миллионов долларов за информацию о Роне Араде.
В августе 2006 года по ливанскому телевидению была продемонстрирована ранее неизвестная запись с изображением человека, чрезвычайно похожего на Арада. Большинство экспертов и родственники пропавшего лётчика сходятся во мнении, что это он и есть. Плёнка, предположительно, была снята до 1989 года.
По утверждению сотрудника газеты «Едиот ахронот» Ронена Бергмана, специальная военная комиссия в 2005 году пришла к выводу, что Арад умер в середине 1990-х годов, но премьер-министр Израиля Ариэль Шарон решил не публиковать результаты расследования. 6 сентября 2009 года канцелярия премьер-министра объявила, что Израиль продолжит поиски Арада до «получения исчерпывающих свидетельств, опровергающих предположение, что Рон Арад жив». В феврале 2016 года появилось новое свидетельство, согласно которому Рон Арад умер в 1988 году от последствий пыток.